# Coelognathus
Coelognathus is een geslacht van slangen uit de familie toornslangachtigen (Colubridae) en de onderfamilie Colubrinae.

## Naam en indeling
De wetenschappelijke naam van de groep werd voor het eerst voorgesteld door Leopold Fitzinger in 1843. Er zijn zeven verschillende soorten, alle soorten behoorden eerder tot de geslachten Coluber en Elaphe, zodat de literatuur soms naar de verouderde namen verwijst.

### Soorten
Het geslacht omvat de volgende soorten, met de auteur en het verspreidingsgebied.
| Naam                       | Auteur                          | Verspreidingsgebied                                                                                                 |
| -------------------------- | ------------------------------- | --- |
| Coelognathus enganensis    | Vinciguerra, 1892               | Indonesië |
| Coelognathus erythrurus    | Duméril, Bibron & Duméril, 1854 | Indonesië. Maleisië, Filipijnen                                                                                     |
| Coelognathus flavolineatus | Schlegel, 1837                  | Singapore, Thailand, Vietnam, Cambodja, India, Indonesië, Brunei, Maleisië, Myanmar                                 |
| Coelognathus helena        | Daudin, 1803                    | Sri Lanka, India, Pakistan, Nepal, Bangladesh                                                                       |
| Coelognathus philippinus   | Griffin, 1909                   | Filipijnen |
| Coelognathus radiatus      | Boie, 1827                      | Indonesië, Maleisië, Singapore, Myanmar, Thailand, Laos, Cambodja, Vietnam, India, Bangladesh, Nepal, Bhutan, China |
| Coelognathus subradiatus   | Schlegel, 1837                  | Indonesië |

## Verspreiding en habitat
De verschillende soorten komen voor in grote delen van Azië en leven in de landen Bangladesh, Brunei, Bhutan, Cambodja, China, Filipijnen, India, Indonesië, Laos, Maleisië, Myanmar, Nepal, Pakistan, Singapore, Sri Lanka, Thailand en Vietnam.
De habitat bestaat uit vochtige tropische en subtropische bossen, vochtige scrublands en vochtige savannes. Ook in door de mens aangepaste streken zoals landelijke tuinen en plantages kan de slang worden aangetroffen.

## Beschermingsstatus
Door de internationale natuurbeschermingsorganisatie IUCN is aan drie soorten een beschermingsstatus toegewezen. Twee soorten worden beschouwd als 'veilig' (Least Concern of LC) en een soort als 'onzeker' (Data Deficient of DD).